# CONCACAF Giants Cup
Der CONCACAF Giants Cup war ein kurzlebiger von der CONCACAF 2001 einmal ausgetragener Fußballwettbewerb.

## Hintergrund
In den 1990er Jahren trug die CONCACAF den CONCACAF Cup Winners’ Cup aus, der jedoch unter mangelndem Zuschauerinteresse litt und bei den letzten Ausgaben nicht mehr zu Ende ausgespielt wurde. Vor diesem Hintergrund entschied der Verband, seine Wettbewerbe neu zu strukturieren. Dabei sollte neben den Champions Cup der Giants Cup treten, an dem zuschauerträchtige Mannschaften auf Einladung des Kontinentalverbands teilnehmen sollten. Die jeweiligen Halbfinalisten sollten dann in einem CONCACAF Clubs Cup genannten Wettbewerb zukünftig den Kontinentalteilnehmer an der FIFA-Klub-Weltmeisterschaft ausspielen.
Der mexikanische Vertreter Club América gewann das am 5. August vor 3000 Zuschauern im über 90000 Gästen Platz bietenden Los Angeles Memorial Coliseum ausgetragene Endspiel gegen D.C. United nach Treffern von José de Jesús Mendoza und Octavio Valdez mit 2:0.
Später verwarf die CONCACAF die ursprünglichen Pläne und stellte den Wettbewerb wieder ein, parallel wurde auch der CONCACAF Champions’ Cup 2001 abgesagt. Die Zusage an die beiden Finalisten, um die Klub-Weltmeisterschaft spielen zu dürfen, wurde dadurch eingehalten, dass diese zusätzlich am CONCACAF Champions’ Cup 2002 teilnehmen durften. Das ursprünglich geplante System mit einer Gruppenphase mit anschließender K.-o.-Runde für den Champions’ Cup 2002 wurde zugunsten eines reinen K.-o.-Systems abgewandelt.